# Атанасиос Митакидис
Атанасиос Митакидис (на гръцки: Αθανάσιος Μητακίδης) е гръцки политик от XX век.

## Биография
Роден е в източномакедонския град Сяр. Завършва право и работи като адвокат в Сяр. Избран е за демарх (кмет) на града в 1945 и 1946 година. От 1948 до 1950 година издава в Сяр вестник „Неи Кери“. Избиран е за депутат от Сяр в 1951, 1952, 1956, 1958, 1961, 1963, 1964 година. Името му носи улица в Сяр.